# Nikos Karvelas

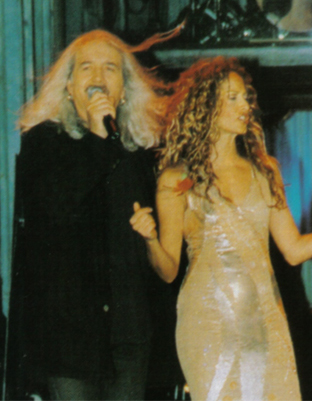
Karvelas und Anna Vissi, 1998

Nikos Karvelas (griechisch Νίκος Καρβέλας; * 8. September 1951 in Piräus) ist ein griechischer Songwriter, Musikproduzent und Sänger.

## Werdegang
Nikos Karvelas begann mit fünf Jahren, Klavier zu spielen, und machte als Kind erste kompositorische Gehversuche. Während seines Jurastudiums an der Universität Athen gründete er eine Rockgruppe. Unter dem Eindruck der Beatles und der Rolling Stones veröffentlichte er gegen Ende der 1970er Jahre seine ersten Lieder, sowohl unter seinem richtigen Namen, als auch unter dem Pseudonym Nikos Leonardos (Νίκος Λεονάρδος).
Für seine erste Frau Anna Vissi schrieb er in den 1980er und 1990er Jahren viele Lieder und Stücke, mit denen sie berühmt wurde, darunter auch Beiträge für den Grand Prix Eurovision de la Chanson. Besonders erfolgreich ist er daneben als Musical-Komponist; 2002 hatte sein Stück Μάλα. Η μουσική του ανέμου (Mala. Die Musik des Windes) Premiere, das das Schicksal der Mala Zimetbaum behandelt. Seine Musik changiert stilistisch zwischen Pop, Rock und griechischer Volksmusik. In Griechenland ist er einer der populärsten und erfolgreichsten Liedermacher.

## Privatleben
Von 1983 bis 2003 war er mit der ‚griechischen Madonna‘ Anna Vissi verheiratet. Ihre gemeinsame Tochter Sophia ist heute Schauspielerin. Während der neunziger Jahre lebte er lange Zeit in London. Seit 2006 ist er mit der griechischen Fernsehmoderatorin Anita Pania liiert, mit der er einen Sohn hat.

## Diskografie

### Alben
- 1984: Den Pandrevome
- 1985: Nick Carr
- 1986: Sa diskos palios (Wie eine alte Platte)
- 1987: Ola i tipota (Alles oder nichts)
- 1988: Dimosies Scheseis
- 1989: Tsouzi
- 1990: Diavolaki
- 1991: O telefteos choros (Der letzte Tanz)
- 1992: Emis (Wir) (mit Anna Vissi)
- 1995: 25 Ores
- 1996: To aroma tis amartias (Der Duft der Sünde)
- 1997: O Pio Eftihismenos Anthropos Pano Sti Gi
- 1998: Ena Hrono To Perissotero
- 2000: Ola ine en taxi (Alles ist in Ordnung)
- 2002: Robot
- 2006: Thriler
- 2007: Trakter
- 2009: Adio Heimona
- 2011: Ola Einai Mes Sto Mialo
- 2015: Mathimata Filosofias
- 2024: Mousiki Gia Mia Akrotiriasmeni Balarina

### EPs
- 2003: Party gia spasmenes kardies (Party für gebrochene Herzen)

### Singles (Auswahl)
- 1989: Kalokerines Diakopes Gia Panta
- 1990: Adistrofi Metrisi (mit Anna Vissi)
- 1991: O telefteos choros (mit Anna Vissi)
- 1992: Emis (mit Anna Vissi)
- 1993: Esorouha
- 2023: Ksana (mit Anna Vissi)

| Personendaten    | Personendaten                      |
| ---------------- | ---------------------------------- |
| NAME             | Karvelas, Nikos                    |
| KURZBESCHREIBUNG | griechischer Songwriter und Sänger |
| GEBURTSDATUM     | 8. September 1951                  |
| GEBURTSORT       | Piräus                             |